# スーパーパフ

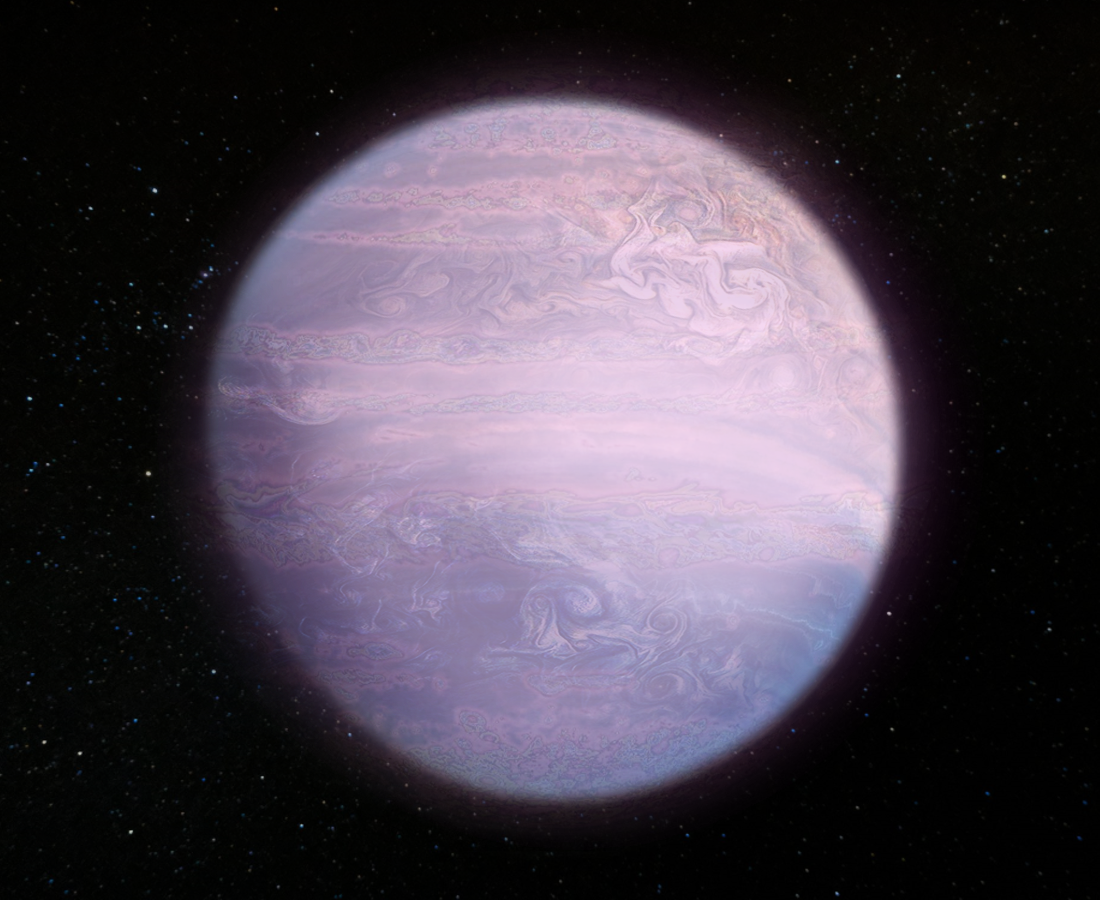
スーパーパフの想像図

スーパーパフ（英語: Super-puff）は太陽系外惑星の種類の一つであり、地球質量の数倍程度の質量しか持たないにもかかわらず、直径が海王星よりも大きく、非常に低い密度を持つ惑星の分類を指す。低密度なホット・ジュピターと比べると表面の温度は低く、質量は小さい。非常に低密度であることから、わたあめ (Cotton Candy) に例えて Cotton Candy Planet と表現されることもある。
最も極端な既知のスーパーパフの例は、ケプラー51を公転している3つの惑星であり、これらの全てが土星から木星程度の大きさを持っているが、その密度は 0.1 g/cm3 以下である。これらの惑星は2012年に発見されたが、非常に低い密度を持つことが最初に判明したのは2014年である。他の例としては、ケプラー47cやケプラー79d、ケプラー87c、ケプラー90gなどが挙げられている。
このような惑星が存在していることを説明するための1つの仮説は、スーパーパフは上層大気に向けて常に塵を吹き出しており、そのため、大気上層にまで噴出した塵の層が惑星の大きさとして地球から観測されているとするものである。他の仮説として、いくつかのスーパーパフの実際の大きさはさらに小さく、周囲に大きな環を持つことで地球から観測された大きさが過大になっているという可能性も示されており、こちらは HIP 41378 f が例に挙げられている。